# 勵行更生中心
勵行更生中心（英語：Lai Hang Rehabilitation Centre），是香港懲教署轄下的一所低度設防的更生中心，位於九龍大窩坪龍欣道3號（豐力樓）4樓。該中心原為懲教署中途宿舍豐力樓的部分宿位，經改裝成為更生中心後於2002年投入服務。其所員為在《更生中心條例》下於勵志更生中心完成第一階段訓練的男性青少年。目前該中心所在的建築物亦是豐力樓所在地，而除了豐力樓外，還有另一中途宿舍百勤樓進駐，它於1995年在東區醫院職員宿舍設立，2004年遷入現址，目前位於3樓前座。

## 外部連結
- 懲教署：勵行更生中心 （页面存档备份，存于）